# Richard Corts
Richard Corts (Remscheid, 16 luglio 1905 – Remscheid, 7 agosto 1974) è stato un velocista tedesco.

## Palmarès

### Olimpiadi
- Argento a Amsterdam 1928 nella staffetta 4×100 metri.